# Piptospatha burbidgei
Piptospatha burbidgei là một loài thực vật có hoa trong họ Ráy (Araceae). Loài này được (N.E.Br.) M.Hotta miêu tả khoa học đầu tiên năm 1965.